# Chauveheid
Chauveheid est un village belge de l'ancienne commune de Chevron, situé dans la commune de Stoumont dans la province de Liège en Région wallonne.

## Histoire
Sous l'Ancien Régime, Chauveheid était le siège d'une petite mayeurie regroupant Chauveheid et Neucy, et qui dépendait, au niveau ecclésiastique, de la chapelle de Rahier. Ces deux villages furent connus, au XVIe siècle et dans la première moitié du XVIIe siècle, pour leur importante activité sidérurgique. Sous le Régime Français, Chauveheid et Neucy furent rattachés à la commune de Chevron.

## Chapelle Saint-Gilles
Chauveheid est connu pour sa jolie chapelle Saint-Gilles dont le site fut classé en 1944. D'après une tradition locale, on ajouta à cette chapelle une petite pièce afin de permettre aux habitants de Froidville de s'abriter aussi pendant les offices. En effet, quand ceux-ci arrivaient, la chapelle était déjà remplie par les habitants de Chauveheid. Les alentours de la chapelle étant classés, seules des maisons en pierre du pays et répondant à de strictes normes urbanistiques peuvent y être construites. Les dernières réalisations dans ce sens sont une belle réussite.